# Rudolf Rocker

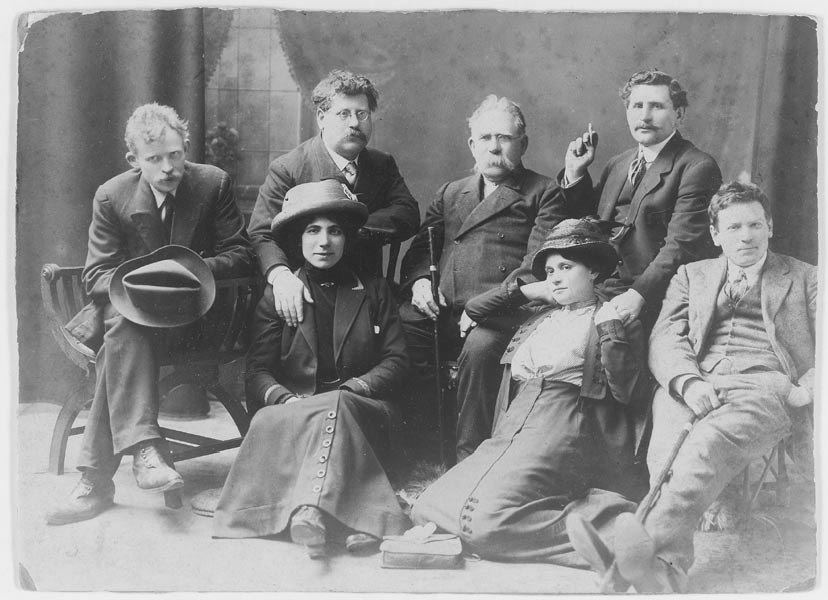
Anarchisten in London: Ernst Simmerling, Rudolf Rocker, Wuppler, Lazar Sabelinsky, Loefler, (hinten) Milly Witkop-Rocker, Milly Sabel (vorn)

Rudolf Rocker (* 25. März 1873 in Mainz; † 19. September 1958 nahe Crompond, Westchester County) war deutscher Anarchist und Anarchosyndikalist. Der gelernte Handwerker wurde trotz seiner nichtjüdischen Herkunft Autor, Herausgeber und Verleger jiddischer Zeitungen und Zeitschriften. Später war Rocker Redakteur der Zeitschrift Der Syndikalist und veröffentlichte nach seiner Flucht vor dem Nationalsozialismus Beiträge zur anarchistischen Theorie.

## Leben

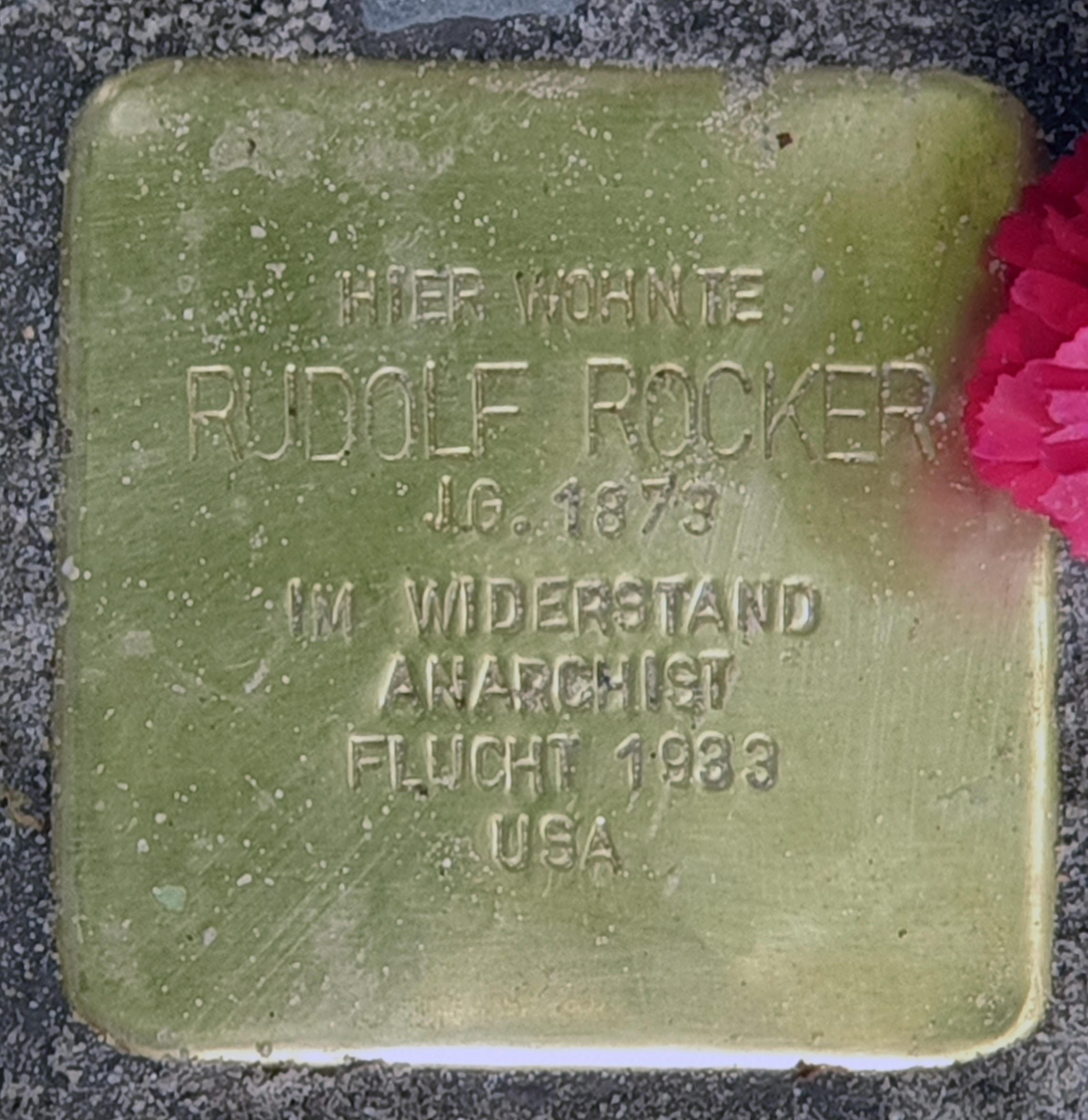
Stolperstein, Buschkrugallee 246, in Berlin-Britz

Rudolf Rocker wurde in eine katholische Familie geboren. Sein Vater arbeitete im Druckwesen und starb, als Rudolf zehn Jahre alt war. Rocker ging bei seinem Onkel, einem Buchbinder in die Lehre. Durch ihn beeinflusst trat er Anfang der 1890er Jahre der SPD bei. Unzufrieden mit der Politik der Partei, verließ er sie jedoch bald wieder. Während seiner Buchbinderlehre kam er ab 1891 in Berührung mit den Ideen des Anarchismus.
Nachdem er 1892 begonnen hatte, sich noch in der Opposition der sozialdemokratischen Partei politisch zu engagieren, musste er das Land verlassen. Als Wanderhandwerker zog er durch Deutschland, Österreich, die Schweiz, Italien und Spanien und flüchtete vor der Polizei 1893 nach Paris, wo er bis 1895 blieb. Im Pariser Stadtteil Barbès kam er erstmals mit jüdischen Anarchisten in Kontakt und schloss sich ihnen an.
Von Paris aus begab er sich 1895 nach Whitechapel im Londoner Stadtbezirk London Borough of Tower Hamlets, wo er in der jüdischen Gemeinde lebte. Dort betätigte er sich in der anarchistischen Bewegung und lernte unter anderem den russischen Theoretiker des Anarchismus Peter Kropotkin kennen, den Begründer des Kommunistischen Anarchismus. Rocker begann für die jiddischsprachige Zeitung Das Freie Wort zu schreiben, obwohl er damals der Sprache noch nicht mächtig war. Er schrieb auf Deutsch und andere übersetzten seine Texte. Während der Arbeit für das Freie Wort lernte er Jiddisch.
Er lebte mit der ukrainischen Jüdin Milly Witkop im Konkubinat. Auf dem Schiff Chester versuchte das Paar in die USA auszuwandern, wurde jedoch auf Ellis Island abgewiesen. Die beiden hatten angegeben, verheiratet zu sein und sich, als sie den Einwanderungsbeamten einen Beweis dafür schuldig blieben, lautstark für das unverheiratete Zusammenleben von Mann und Frau und gegen die Ehe ausgesprochen. Später gab Rocker die Zeitung Arbeiterfreund (Arbeter-Fraynd) und zeitweise die Theoriezeitschrift Germinal heraus. Der Arbeiterfreund sollte zum Organ einer Föderation jüdischer Anarchisten werden, die 1902 in Whitechapel gegründet wurde. Rocker vertrat die Föderation unter anderem bei dem Internationalen Anarchistischen Kongress in Amsterdam.
Während des Ersten Weltkrieges wurde Rocker als Deutscher in England interniert und der Arbeiterfreund verboten. Nach dem Krieg kehrte Rocker 1918 nach Deutschland zurück und stieg zum spiritus rector der entstehenden anarchosyndikalistischen Bewegung auf. Seine Prinzipienerklärung des Syndikalismus wurde als Statut der Freien Arbeiter-Union Deutschlands (FAUD) verstanden. 1922 nahm er maßgeblich an der Gründung der anarchosyndikalistischen Internationalen Arbeiter-Assoziation (IAA) teil, zu deren Sekretär er zusammen mit Augustin Souchy und Alexander Schapiro gewählt wurde und deren Statuten er verfasste.
Sein Text Der Bankrott des russischen Staatskommunismus (1921) enthielt eine antileninistische Kritik Sowjetrusslands, in der er sich strikt gegen die Unterstützung der russischen Regierung durch Anarchisten wie Alexander Berkman und Emma Goldmann wandte. In der Folgezeit erschienen eine Reihe von Broschüren mit Texten Rockers im Verlag Der Syndikalist von Fritz Kater, die sich vorwiegend mit syndikalistischer Theorie beschäftigten. Rocker arbeitete als verantwortlicher Redakteur bei der Zeitschrift Der Syndikalist.
Nach der Machtergreifung der Nationalsozialisten im Jahr 1933 flüchtete Rocker in die USA und zog mit seiner Gefährtin Milly Witkop in die Nähe seines Sohnes Fermin Rocker. Von hier aus unterstützte er die Föderation freiheitlicher Sozialisten (FfS) in Deutschland und veröffentlichte in der FfS-Zeitschrift Die freie Gesellschaft und in Zeitgeist. Im Exil wurde 1937 auch sein wichtigstes Werk Nationalism and Culture, das nach dem Krieg auf Deutsch unter dem Titel Die Entscheidung des Abendlandes erschien, fertiggestellt. Von 1941 bis 1953 korrespondierte er mit Franz Pfemfert, dem Herausgeber der Zeitschrift Die Aktion, der im Exil in Mexiko-Stadt lebte.
Nach dem Zweiten Weltkrieg trat Rocker für eine pragmatische Linie der anarchistischen Bewegung ein, die ihm Kritik aus dem eigenen Lager einbrachte, da sein Antikommunismus und die Abkehr von der Arbeiterbewegung als „Revisionismus“ verstanden wurde. So kritisierte er nachdrücklich einen in der sozialistischen Bewegung verbreiteten "Messiasglauben" an die Potentiale revolutionärer Umstürze. Rudolf Rocker blieb in den USA bis zu seinem Tod 1958 als libertärer Autor tätig.

## Gedenken
Am 12. Juli 2024 wurden vor seinem ehemaligen Wohnort, Berlin-Britz, Buschkrugallee 246, Stolpersteine für ihn und Milly Witkop verlegt.
Im Juni des gleichen Jahres gründete sich das Rudolf-Rocker-Institut mit Sitz in Mainz.

### Werke
- Aufsatzsammlung Band 1: 1919–1933 (darin u. a.: Keine Kriegswaffen mehr! Erfurt, 1919); Band 2: 1949–1953. Verlag Freie Gesellschaft, Frankfurt 1980.
- Prinzipienerklärung des Syndikalismus. o. J. Berlin (1920). Neudruck bei Syndikat-A Medienvertrieb 2007.
- Der Kapp-Putsch. Eine Schilderung aus dem Deutschland der Noske-Diktatur. (Schwedisches Original: Kapp-Kuppen. En skildring från noskediktaturens tyskland. Av en tysk. Översettning av F. S., Örebro 1920) Rückübersetzung von Erik Alfredson, Syndikat A Medienvertrieb, Moers 2010.
- Der Bankrott des russischen Staatskommunismus. Verlag Der Syndikalist, Berlin 1921. Wiederabdruck als: Rudolf Rocker, Emma Goldman: Der Bolschewismus: Verstaatlichung der Revolution. Underground Press (später Karin Kramer Verlag), Berlin 1968. Zuletzt erschienen als Taschenbuchausgabe bei bahoe books, Wien 2012.
- Prinzipienerklärung der Internationalen Arbeiter-Assoziation. Erstabdruck in der Zeitung Der Syndikalist, Berlin 1922. Wiederabdruck in H. M. Bock: Syndikalismus und Linkskommunismus von 1918 bis 1923 (1969 u. Darmstadt 1993); auch in anarchistische texte Nr. 27, Die spanische Revolution II, Anhang Seite 43–47. Libertad Verlag, Berlin 1982.
- Über das Wesen des Föderalismus im Gegensatz zum Zentralismus. Vortrag, gehalten auf dem 14. Kongreß der F.A.U.D., 19.–22. November 1922 in Erfurt. Erstausgabe im Verlag Der Syndikalist, Berlin, 1923. Auch Verlag Freie Gesellschaft, Frankfurt, 1979.
- Johann Most – Das Leben eines Rebellen. Verlag Der Syndikalist, Berlin 1924.
- Hinter Stacheldraht und Gitter. Verlag Der Syndikalist, Fritz Kater, Berlin 1925.
- Vom anderen Ufer (Dichter und Rebellen, Band 4). Verlag Der Syndikalist, 1926.
- Die Sechs. (Dichter und Rebellen, Band 7). Verlag Der Syndikalist, 1928.
- Anarcho-Syndicalism (Memento vom 5. April 2005 im Internet Archive) (Original London 1938). (Pluto Press, London 1989: Preface by Noam Chomsky, Introduction by Nicolas Walter ISBN 0-7453-1387-6). Deutsche Erstausgabe: Anarcho-Syndikalismus. Syndikat-A, Moers 2021. ISBN 978-3-949036-00-2. Auszüge in: Achim v. Borries/Ingeborg Brandies: Anarchismus. Theorie Kritik Utopie. Metzer Verlag, Frankfurt 1970 (Seite 281–298).
- Zur Betrachtung der Lage in Deutschland. Die Möglichkeiten einer freiheitlichen Bewegung. New York-London-Stockholm, 1947. Unter dem Titel: …Die Möglichkeit einer anarchistischen und syndikalistischen Bewegung … Eine Einschätzung der Lage in Deutschland, im Verlag Freie Gesellschaft, Frankfurt, 1978.
- Die Entscheidung des Abendlandes. 2 Bände. Hamburg, 1949; später als Nationalismus und Kultur neu aufgelegt.
- Pioneers of American freedom: origin of liberal and radical thought in America. Rocker Publications Committee. Los Angeles, 1949.
- Absolutistische Gedankengänge im Sozialismus. Verlag die Freie Gesellschaft, Darmstadt/Land, 1950. Auch Verlag Freie Gesellschaft, Frankfurt, 1980.
- Aus den Memoiren eines deutschen Anarchisten. (Hg.: M. Melnikow/H. P. Duerr) Suhrkamp, Frankfurt 1974, ISBN 3-518-00711-4
- Nationalismus und Kultur (Hg.: Heiner M. Becker) (Mit Rudolf Rocker Werkbibliographie Seite: 613–645.) Münster 1999, ISBN 3-930819-23-6.
- Heinrich Heine. Ein deutscher Dichter als Prophet. Edition Anares, Bern 2006.
- Die Jugend eines Rebellen. Aus dem Nachlass von Heiner M. Becker herausgegeben von Klaus Decker und Tilman Leder. Syndikat-A, Moers 2023. ISBN 978-3-949036-13-2.

### Sekundärliteratur
- Peter Wienand: Der „geborene“ Rebell. Rudolf Rocker Leben und Werk. Karin Kramer Verlag, Berlin 1981.
- William J. Fishman: The Ascendancy of Rudolf Rocker. In: East End Jewish Radicals 1875-1914 London 2004, S. 229–310.
- Hans Manfred Bock: Syndikalismus und Linkskommunismus von 1918 bis 1923. Darmstadt 1993. ISBN 3-534-12005-1
- Mina Graur: An Anarchist “Rabbi”. The Life and Teachings of Rudolf Rocker. New York/Jerusalem 1997. ISBN 0-312-17273-7
- Folkert Mohrhof: Rudolf Rocker und die soziale Befreiung. Zur Aktualität des Anarchosyndikalismus am Beispiel seines deutschen Vertreters. In: Wolfram Beyer (Hg.): Anarchisten. Berlin 1993.
- Hartmut Rübner: Freiheit und Brot. Die Freie Arbeiter-Union Deutschlands (FAUD). Eine Studie zur Geschichte des Anarchosyndikalismus. Libertad Verlag Berlin/Potsdam 1994. ISBN 3-922226-21-3
- Hartmut Rübner: „Eine unvollkommene Demokratie ist besser als eine vollkommene Despotie“: Rudolf Rockers Wandlung vom kommunistischen Anarchisten zum libertären Revisionisten. In: Archiv für die Geschichte des Widerstandes und der Arbeit, Nr. 15, 1998, S. 205–226.
- Hans Diefenbacher: Rocker, Johann Rudolf. In: Neue Deutsche Biographie (NDB). Band 21, Duncker & Humblot, Berlin 2003, ISBN 3-428-11202-4, S. 686 f. (Digitalisat).
- Hartmut Rübner: Rudolf Rocker: Lehrer des freiheitlichen Sozialismus. Syndikat-A. Moers 2009. Broschüre Nr. 46. ISBN 978-3-9810846-7-2
- Helge Döhring: Der Kampf der Kulturen gegen Macht und Staat in der Geschichte der Menschheit. (Eine Ausarbeitung zu Rudolf Rockers Werk Nationalismus und Kultur) Broschüre Syndikat A/FAU MAT, Moers 2002.
- Fermin Rocker: East End. Eine Kindheit in London. Münster 1993. ISBN 3-927982-21-0
- Wolfgang Haug: „Der Geist der Abhängigkeit ist gewaltig gestärkt worden...“ Zum Werk und zur Person Rudolf Rockers. In: Schwarzer Faden, Nr. 55, 16. Jg.  (4/95), S. 53–61
- Emmelie Öden: Proletarisches Mainz. Der Rudolf Rocker-Stadtführer. Verlag Barrikade. Hamburg 2017. Edition Syfo Nr. 8. ISBN 978-3-921404-08-9
- Eliezer Raphael Malachi: Rudolf Rocker, der Schreiber und Redakteur - Rudolf roker – der shrayber un redaktor, in: Fraye arbeter shtime, New York, 1973. Übersetzung aus dem Jiddischen von Rocker Revisited, 2014, bei Anarchismus.at

## Film
- Rudolf Rocker: Buchbinder und Anarchist. Regie: Christian Hohoff, Skript/Buch: Christian Hohoff und Michael Münch, Produktion der DKF GmbH (Dokumentar- und Kulturfilm, Michael Münch). Der Film lief im Fernsehen im Südwestfunk/SWF 1988. Länge: 45 Minuten. (Der Film ist eine Spurensuche anhand der Lebensstationen von Rudolf Rocker: Mainz; Emigration nach London und dortige Organisierung und Bildungsarbeit der vor allem anglo-jüdischen Arbeiter in der Gewerkschaft, Streiks für soziale Rechte; Internierung während des Ersten Weltkrieges, Abschiebung nach Deutschland, Aufbau der anarchosyndikalistischen Gewerkschaft FAUD, Gründung der anarchosyndikalistischen Internationale IAA, Flucht und Emigration in die USA).
- Nicht aus der Haut – ein Film über Fermin Rocker. Dokumentarfilm 2004, 27 min OmeU, von Angelika Waniek und Karin Schlicht. Der Maler Fermin Rocker (1907–2004) erzählt in diesem Dokumentarfilm über sein Leben und spannt dabei den Bogen von seiner Kindheit im East End, als Sohn von Rudolf Rocker und Milly Witkop, bis zu seiner Zeit in Berlin und New York.

## Zitate
„Der Sozialismus wird frei sein oder er wird nicht sein“

„Der Gedanke der Diktatur ist nicht der sozialistischen Ideenwelt entsprungen. Er ist kein Ergebnis der Arbeiterbewegung, sondern eine verhängnisvolle Erbschaft der Bourgeoisie, mit der man das Proletariat beglückt hat. Er ist eng verbunden mit dem Streben nach politischer Macht, das gleichfalls parteibürgerlichen Ursprungs ist. Die Diktatur ist eine gewisse Form der Staatsgewalt, es ist der Staat unter der Herrschaft des Belagerungszustandes. Wie alle anderen Anhänger der Staatsidee, gehen auch die Befürworter der Diktatur von der Voraussetzung aus, dass man das angeblich Gute und zeitlich Notwendige dem Volke von oben her diktieren und aufzwingen könne. Diese Voraussetzung allein macht die Diktatur zum ausgesprochenen Hindernis der sozialen Revolution, deren eigentliches Lebenselement die direkte Initiative und konstruktive Betätigung der Massen ist.“